# Femminismo in Irlanda
Il femminismo in Irlanda ha svolto un ruolo importante nella definizione della posizione legale e sociale delle donne. Il ruolo di genere e la condizione femminile sono stati influenzati da numerosi cambiamenti giuridici nella seconda parte del XX secolo, soprattutto a partire dagli anni settanta in poi.

## Contesto e voto delle donne
Dal 1918, con il resto del Regno Unito, le donne usufruirono del suffragio femminile (dai 30 anni), sempre che disponessero di titoli di proprietà o di dottorati universitari, mentre gli uomini poterono votare all'età di 21 anni senza la necessità di nessun'altra qualificazione. Con la separazione avvenuta nel 1922 lo Stato Libero d'Irlanda concesse la piena parità nel diritto di voto; le promesse di uguali diritti fatte alla proclamazione della repubblica furono abbracciate nella carta costituzionale del 1922.
Tuttavia nel corso del decennio seguente vennero introdotte legislazioni che eliminarono il diritto delle donne a porter far parte di una giuria popolare, di poter lavorare dopo il matrimonio e d'impiegarsi nel settore industriale. La nuova costituzione del 1937 e la leadership conservatrice del primo ministro Éamon de Valera spogliarono ulteriormente le donne dei loro diritti già acquisiti.
Le donne parteciparono attivamente alla rivolta di Pasqua del 1916; circa 260 di loro parteciparono all'insurrezione, anche se fino a poco tempo fa non erano mai citate nei libri di storia. Prima della commemorazione del 2016 diversi storici hanno lavorato per correggere le omissioni; un progetto finanziato dal governo ha permesso a Mary McAuliffe e Liz Gillis di documentare le storie di 77 donne prigioniere a seguito della rivolta. Si trattò essenzialmente di militanti che combatterono in nome della giustizia e dell'uguaglianza sociale in vari modi: la riforma amministrativa locale, l'organizzazione del lavoro e il suffragio femminile.
Hanna Sheehy-Skeffington, suffragetta e attivista, si fece conoscere dall'opinione pubblica durante un tour di conferenze nel 1917, uno dei pochi esempi nella storia in cui gli uomini che lottavano per la libertà inclusero volontariamente anche le donne.
Un cambiamento importante sopraggiunse dopo l'esecuzione dei leader ribelli da parte degli inglesi, quando la Chiesa cattolica sostenne finalmente la causa dell'indipendenza. La Chiesa si trovava ad essere l'istituzione più importante del paese ed esercitò in seguito il proprio potere per far modellare la costituzione secondo i dettami religiosi. Il primo governo libero sostenne uno Stato pluralista, ma de Valera - che non fu mai un sostenitore dell'emancipazione femminile - assieme alla Chiesa sncì gli insegnamenti cattolici e più socialmente conservatori. La contraccezione e il divorzio rimasero illegali e diverse leggi vennero promulgate per mantenere le donne a casa e fuori dall'ambito occupazionale.

## Seconda ondata femminista
La seconda ondata femminista ebbe il suo inizio nei primi anni settanta, sotto la leadership di donne come Nell McCafferty, Mary Kenny, June Levine e Nuala O'Faolain. All'epoca le donne irlandesi erano ancora in gran parte casalinghe.
Nel 1971 un gruppo di femministe appartenenti all'"Irish Women's Liberation Movement" si trasferirono a Belfast sul cosiddetto "treno contraccettivo" per acquistare e far distribuire metodi di contraccezione, allora ancora del tutto proibiti in Irlanda.
Nel 1973 un altro gruppo, presieduto da Hilda Tweedy (dell'"Irish Housewives Association"), istituì il "Consiglio per lo status delle donne", con l'obiettivo di ottenere l'uguaglianza di genere: risultò un esempio per tutte le successie associazioni femministe.
Negli anni novanta le attività del Consiglio comprendevano progetti di sostegno finanziati dal Fondo sociale europeo e la gestione di programmi e forum per le donne. Nel 1995, dopo un riesame strategico, mutò il suo nome in "National Women's Council of Ireland".

## Diritti riproduttivi
Nel 1979 l'"Health (Family Planning) Act, 1979" permise la vendita di contraccettivi, previa prescrizione medica.
Nel 1983 venne fatta approvare una modifica costituzionale che vietò gli aborti su richiesta, anche se l'aborto poté continuare ad essere legalmente eseguito se si verificava come risultato di un intervento medico effettuato per salvare la vita delle donne incinte e, più recentemente, legislativamente entro i termini di questo rischio è stato incluso anche il suicidio.
Nel 1985 l'"Health (Family Planning) (Amendment) Act, 1985" ha permesso la vendita del profilattico e dello spermicida ai maggiori di 18 anni, senza l'obbligo di dover presentare alcuna ricetta medica.
Nel 1992 una sentenza della Corte suprema (nel caso Attorney General v. X) ha stabilito il diritto ad ottenere un aborto se vi fosse stato un rischio per la salute, compreso il tentativo di suicidio da parte della donna. Tuttavia il giudice Hugh O'Flaherty dichiarò in un'intervista che il caso era peculiare ai propri fatti particolari, ma questo lo ha reso un precedente nel diritto irlandese.
Nel 1993 l'"Health (Family Planning) (Amendment) Act, 1992" ha consentito la vendita generale di contraccettivi senza bisogno di prescrizione medica.
Nel 2012 la morte di Savita Halappanavar, quattro giorni dopo aver subito un aborto spontaneo all'ospedale universitario di Galway, ha provocato proteste a livello nazionale - che si sono sparse presto anche in India, in Gran Bretagna e in molti altri paesi - chiedendo una revisione delle leggi sull'aborto. Parzialmente in risposta a ciò il governo irlandese ha introdotto il "Protection of Life During Pregnancy Act 2013". Avendo superato il vaglio di entrambe le camere dell'Oireachtas nel luglio del 2013, è stato convertito in legge il 30 luglio dal Presidente della Repubblica d'Irlanda Michael D. Higgins, con effetto a partire dal 1º gennaio del 2014.
La legge definisce le circostanze e i processi in cui l'aborto può essere legalmente eseguito. L'atto dà effetto in statuto ai termini della Costituzione così come interpretato dalla Corte Suprema nella sentenza del 1992. Quel giudizio ha permesso l'aborto in casi cui la gravidanza mette in pericolo la vita di una donna, anche attraverso il rischio di suicidio. Le disposizioni relative al suicidio erano la parte più controversa del disegno di legge.
Nel 2013 il primo aborto legale dell'Irlanda è stato condotto su una donna in stato di gravidanza di 18 settimane e la cui vita era a rischio. Tuttavia sono state precedentemente eseguite numerose cure mediche, incluse quelle nell'ospedale universitario, quando erano sorte complicanze; la legge rimane limitata all'emersione di minacce fisiologiche alla vita della madre..